# Zeina Abirached
Zeina Abirached (ur. 1981 w Bejrucie) – libańska autorka komiksów oraz ilustratorka.

## Życiorys
Urodziła się w 1981 roku w Bejrucie, gdy trwała tam wojna domowa. Jest dwujęzyczna, posługuje się arabskim i francuskim. Studiowała na Académie Libanaise des Beaux-Arts w Bejrucie oraz na École nationale supérieure des arts décoratifs w Paryżu.
W swoich komiksach, które rysuje wyraźną, czarną kreską, Abirached czerpie z własnego doświadczenia, szczególnie z dzieciństwa spędzonego podczas wojny. Od strony graficznej przyznaje, że inspiruje ją kaligrafia arabska, a także twórczość Davida B. i film Mój wujaszek Jacquesa Tati.
Zdobyła rozgłos dzięki autobiograficznemu komiksowi Gry jaskółek: umrzeć, wyjechać, powrócić (2007), który opisuje jeden dzień w Bejrucie podczas wojny domowej, w 1987 roku. Bohaterką jest siedmioletnia Zeina mieszkająca przy linii demarkacyjnej dzielącej miasto. Gdy rodzice długo nie wracają, dziewczynką zaczynają opiekować się sąsiedzi, odwracając jej uwagę od sytuacji. W książce Abirached z ciepłem i humorem opisuje solidarność tworzącą się pomiędzy sąsiadami. Jej następny autobiograficzny komiks Je me souviens. Beyrouth (2009) także opisuje wojnę z perspektywy dziecka. Do napisania tej książki zainspirowały Abirached wspomnienia Pamiętam że Georgesa Pereca, na końcu których autor pozostawił kilka pustych stron dla czytelników, by zapisali własne wspomnienia.
Poza komiksami zajmuje się także tworzeniem ilustracji książkowych i prasowych. Jednym z projektów, w których brała udział, było stworzenie w ciągu trzech dni książki Agatha de beyrouth wraz z Jacquesem Jouet: Abirached stworzyła na żywo ilustracje do tekstu pisanego przez Joueta przed widownią w Bejrucie. Abirached stworzyła także krótki film Mouton, na podstawie którego napisała później książkę dla dzieci.
Od 2005 roku mieszka w Paryżu. Została uhonorowana francuskim tytułem Kawalera Orderu Sztuki i Literatury.

## Twórczość
- 2006: [Beyrouth] Catharsis
- 2006: 38, rue Youssef Semaani
- 2007: Mourir, Partir, Revenir – Le Jeu des Hirondelles, wyd. pol.: Gry jaskółek: umrzeć, wyjechać, powrócić. Marzena Sowa (tłum.). Warszawa: Kultura Gniewu, 2014. ISBN 978-83-64858-05-5. Brak numerów stron w książce
- 2009: Je me souviens. Beyrouth
- 2011: Agatha de Beyrouth (ilustracje; tekst: Jacques Jouet)
- 2012: Mouton
- 2015: Le piano oriental
- 2018: Prendre refuge (ilustracje; tekst: Mathias Énard)

Źródło.